# Widi (automerk)
Widi is een vrij onbekende Belgische fabrikant van sportwagens. Het bekendste product is de Climax. Willy Widar is de geestelijke vader van deze auto. De auto was bedoeld als competitief concurrent met de Lola's en andere sportwagens uit die tijd. Sir Stirling Moss (een bekende Britse F1-coureur) kocht er een in 1969 en won er veel mee.